# Nurit (vesnice)
Nurit (hebrejsky נורית) je nově budovaná, respektive obnovovaná vesnice v Izraeli, v Severním distriktu, v Oblastní radě Gilboa.

## Geografie
Leží na výšině Ma'ale Nurit na pomezí Jizre'elského údolí a masivu Gilboa, v nadmořské výšce 130 metrů. Severně od obce spadají zalesněné stráně prudce do Charodského údolí, na východ odtud leží rozsáhlý lesní komplex pokrývající vrcholové partie pohoří Gilboa.
Vesnice je situována necelých 30 kilometrů jihozápadně od Galilejského jezera, 20 kilometrů západně od řeky Jordánu, cca 10 kilometrů jihovýchodně od města Afula a cca 45 kilometrů jihovýchodně od centra Haify. Nurit má být židovskou vesnicí, přičemž osídlení v tomto regionu je ryze židovské. Výjimkou je vesnice Sandala cca 3 kilometry jihozápadním směrem, kterou obývají izraelští Arabové.
Nurit leží cca 2 kilometry severně od Zelené linie, která odděluje Izrael od okupovaného Západního břehu Jordánu. Od Západního břehu Jordánu byla ale tato oblast počátkem 21. století oddělena izraelskou bezpečnostní bariérou.
Na dopravní síť je vesnice napojena lokální silnicí číslo 667.

## Dějiny
Nurit byl založen v roce 1950. Později ale byla vesnice opuštěna a neměla stálou populaci. Po roce 2010 začal proces obnovy a nové výstavby. V roce 2013 již na ploše budoucí osady probíhají stavební práce. Roku 2014 se konala schůze budoucích obyvatel za účasti 45 rodin. Vesnice má mít charakter ekologické komunity. Důraz má být kladen na pohodlí pro pěší i cyklisty. Celkem se na nastěhování do Nurit chystá 85 rodin.

## Demografie
V roce 1948, 1961, 1972, 1983 ani 1995 zde nebyla uváděna stálá populace. Stálé obyvatele tu zatím neevidoval ani statistický výkaz obcí pro rok 2013.